# Sinfonia n. 6 (Nielsen)
La Sinfonia n.6,  “Semplice”  di Carl Nielsen è una composizione per orchestra scritta nel 1925.

## Genesi
Nell’ultimo periodo della sua attività creatrice, Carl Nielsen manifestò un crescente interesse per la musica da camera, dove risaltano con particolare evidenza le qualità sonore di ciascun singolo strumento. Questo interesse trovò compiuta espressione nel Quintetto per strumenti a fiato, composto nel 1922, che rivela la versatilità del genio musicale di Nielsen; Robert Simpson nel suo libro Carl Nielsen Symphonist (1952) osservò come «egli si cimentò con successo in quasi tutti i generi musicali; era per temperamento uno scrittore vocale, e una profonda conoscenza del carattere umano, unita a una giusta valutazione delle situazioni drammatiche, resero più efficaci le sue opere». Dopo il Quintetto, l’interesse per le sonorità cameristiche si manifestò anche in successive opere di Nielsen, come nel caso del Concerto per flauto (1925-26) e della sua Sesta Sinfonia, iniziata nell’agosto 1924 e terminata il 5 dicembre 1925; essa fu eseguita per la prima volta l’undici dicembre dello stesso anno a Copenaghen nel corso di uno speciale festival organizzato per celebrare il 60º compleanno del compositore avvenuto sei mesi prima. 

## Struttura
Per la sua ultima sinfonia, Nielsen ritorna alla tradizionale ripartizione in quattro movimenti, cui aveva rinunciato nella Quarta e Quinta Sinfonia. Tale scelta non va considerata come un ritorno all’indietro rispetto al modernismo spinto della Quinta Sinfonia che tanto scandalo aveva suscitato; Nielsen innegabilmente rivela nella sua attività musicale una chiara disponibilità verso il futuro, particolarmente proprio in campo sinfonico dove si possono cogliere anticipazioni e rimandi ad un complesso clima europeo che dall’impressionismo si porta ad Arthur Honegger, si allinea per taluni aspetti a Ralph Vaughan Williams, fino ad anticipare persino Šostakovič. Se il musicista danese rimase al di fuori delle strade maestre nel clima pur a lui propizio degli anni Venti, la sua solitudine operativa gli permise l’evoluzione di un linguaggio musicale, di una qualità armonica svincolata sia da Wagner che da Brahms. A chiarire i propositi dell’autore nel comporre la Sesta Sinfonia, valgono più di ogni cosa le parole dello stesso Nielsen che affermò di averla scritta «con la stessa gioia semplice per il suono puro come gli antichi compositori a cappella»; ogni accenno a un riferimento extra-musicale, come nel caso della Quarta Sinfonia, qui cede il passo al principio onnipotente della semplicità.
- I. Tempo giusto

L’inizio del primo movimento, introdotto da una nota ribattuta del glockenspiel, è annunciato dalle tranquille movenze degli archi; l’adozione di chiare tecniche di fugato e di semplici cambiamenti dal canone contraddistinguono la composizione del movimento, che non rimane tuttavia privo di uno sviluppo drammatico. Poco prima della conclusione la musica sale di intensità e le varie sezioni orchestrali paiono voler entrare in conflitto tra loro (come nel primo movimento della Quinta Sinfonia) in un grande e complesso intreccio polifonico; poi, nel finale gli archi ripropongono il tema introduttivo e il movimento si spegne quietamente con le ultime note affidate al vitreo timbro del glockenspiel e ai fiati che suonano in piano.
- II. Humoreske: Allegretto

Il secondo breve movimento si caratterizza per la rinuncia di Nielsen alle sonorità degli archi e per la mancanza di un qualsiasi sviluppo tematico, in quanto i vari strumenti si limitano a brevi interventi spesso solistici (secondo un procedimento che richiama il terzo tempo della Prima Kammermusik di Paul Hindemith). L’umorismo di questo movimento si risolve in una caricatura dello “stile pointillistico” della Scuola di Vienna (segnatamente della musica di Webern); l’effetto caricaturale è accentuato dai goffi interventi in staccato dei fagotti e soprattutto dagli osceni glissando del trombone (che a loro volta richiamano l’Intermezzo interrotto del Concerto per orchestra di Béla Bartók). In una lettera alla figlia Anne Marie, Nielsen volle precisare: «Nella mia nuova sinfonia ho scritto un movimento ricco di contrasti per i piccoli strumenti a percussione - il triangolo, il carillon ed il tamburo militare - che bisticciano tra loro conservando i propri gusti e preferenze. I tempi stanno cambiando. Dove sta andando la musica? Cosa durerà? Non lo sappiamo! Questa idea è inserita nel mio Humoresque … ». Come il primo, anche questo movimento si conclude quietamente, con le ultime note del triangolo,del tamburo e del glockenspiel.
- III. Proposta seria: Adagio

Se nel secondo movimento gli archi tacciono, nel terzo riprendono un ruolo da protagonisti, introducendo un tema di fuga “molto intensivo”, che può apparire canonico ma non elaborato secondo un’effettiva tecnica di fuga. Il titolo del movimento parrebbe suggerire che l’autore, dopo la scherzosa parentesi allegra della precedente umoresca, voglia ritornare ad argomenti più seri per attirare l’attenzione dell’ascoltatore. La “proposta seria” non sembra tuttavia sostenuta in maniera convincente, perché si ha un ritorno al tema dell’inizio che suggerirebbe l’idea di un ripensamento, mentre la musica prende un tono sempre più sommesso, fino a tacere di colpo dopo gli ultimi accordi degli archi bassi.
- IV. Tema con variazioni

Per il finale della sinfonia Nielsen sceglie la forma di un movimento di variazioni, nel quale egli rivela con estrema chiarezza la sovranità con cui si avvale dei mezzi compositivi a sua disposizione, anche (e soprattutto) quando decide di non avvalersene nella presente opera, oltre alla grande padronanza dell’arte della variazione che rivaleggia con quelle di Brahms e Čajkovskij.  Peraltro, la scelta del tema con variazioni può interpretarsi come un residuo romantico (presente anche in opere cameristiche di Nielsen che lo accostano a Max Reger), ma più stabile e producente rispetto alle influenze iniziali mutuate da Johan Svendsen, residuo di cui tuttavia Nielsen dispone con cautela. Orchestrato con notevole perizia, (notare l’assolo dello xilofono nella parte che precede la coda, impegnato in un serrato dialogo con il tamburo e la grancassa), questo movimento conclude degnamente la sinfonia e rivela Nielsen come uno dei più validi esponenti dell’emancipato nazionalismo musicale del primo Novecento.

## Discografia parziale
- BBC Philharmonic Orchestra, John Storgårds (Chandos)
- Danish Radio Symphony Orchestra, Thomas Jensen (Danacord)
- Danish Radio Symphony Orchestra, Michael Schønwandt (Alliance)
- Göteborgs Symfoniker, Neeme Järvi (Deutsche Grammophon)
- Janáček Philharmonic Orchestra, Theodore Kuchar (Brilliant Classics)
- London Symphony Orchestra, Ole Schmidt (Musical Concepts)
- National Symphony Orchestra of Ireland, Adrian Leaper (Naxos)
- Philadelphia Orchestra, Eugene Ormandy (Sony BMG)
- Radio Sinfonie-Orchester Frankfurt, Paavo Järvi (RCA BMG)
- Royal Danish Orchestra, Paavo Berglund (RCA BMG)
- Royal Scottish Orchestra, Bryden Thomson (Chandos)
- San Francisco Symphony Orchestra, Herbert Blomsted (Decca)
- Swedish Radio Symphony Orchestra, Esa-Pekka Salonen (Sony BMG)